# Клод, Фабьен
Фабье́н Клод (фр. Fabien Claude; род. 22 декабря 1994, Эпиналь) — французский биатлонист, чемпион мира 2023 года в мужской эстафете.

## Биография
Фабьен Клод родился 22 декабря 1994 года, в городе Эпиналь, что находится во Франции.
Спортсмен выступал за сборную Франции по биатлону на Зимних юношеских Олимпийских играх 2012 года в Австрии, в городе Инсбрук, и его лучшим результатом на соревнованиях такого уровня стало 16-е место, которое он занял во время спринта.
На чемпионате Европы 2015 года спортсмен занял первое место в спринте и второе место в смешанной эстафете.

## Медальный зачёт

### Кубок IBU
Ниже предоставлена таблица мест спортсмена в итоговых зачётах Кубка IBU.
| Сезон     | Место |
| --------- | ----- |
| 2014/2015 | 71    |
| 2015/2016 | 7     |

### Кубок мира по биатлону
Ниже предоставлена таблица позиций спортсмена в общем зачёте Кубка мира по биатлону.
| Сезон     | Место |
| --------- | ----- |
| 2014/2015 | 72    |
| 2015/2016 | 107   |
| 2016/2017 | 52    |
| 2017/2018 | 85    |
| 2018/2019 | 47    |
| 2019/2020 | 19    |
| 2020/2021 | 19    |
| 2021/2022 | 14    |
| 2022/2023 | 10    |